# سی‌جی‌اس سیمکو (۱۹۰۹)
سی‌جی‌اس سیمکو (۱۹۰۹) (به انگلیسی: CGS Simcoe (1909)) یک کشتی بود که طول آن ۱۸۰ فوت (۵۵ متر) بود. این کشتی در سال ۱۹۰۹ ساخته شد.